# Thần kinh ngực dài
Thần kinh ngực dài (còn gọi là thần kinh ngực sau, tiếng Anh: Long thoracic nerve; tiếng Pháp: Le nerf thoracique long) chi phối cơ răng trước. Thần kinh này phát sinh từ nhánh trước ba rễ thần kinh sống: thần kinh sống C5, C6 và C7 (có thể không có rễ từ C7). Rễ từ C5 và C6 đâm xuyên qua lớp bao xơ cơ, trong khi rễ từ C7 đi phía trước cơ.
Thần kinh đi xuống qua ống cổ-nách (ở phía sau) đám rối cánh tay, động mạch nách, tĩnh mạch nách, nằm mặt ngoài cơ răng trước. Nó đi dọc thành bên ngực đến cơ, chi phối sợi nhánh cho từng múi của cơ răng trước.

## Tổn thương
Do độ dài lớn, tính liên quan với cấu trúc giải phẫu khác khá ít, thần kinh ngực dài dễ bị tổn thương. Hầu hết các môn thể thao có thể gây chấn thương, do một tác động mạnh vào xương sườn khi cánh tay đang dang rộng. Dây thần kinh ngực dài cũng có thể bị tổn thương trong quá trình phẫu thuật ung thư vú, đặc biệt là các thủ thuật triệt để liên quan đến việc loại bỏ các hạch bạch huyết ở nách.
Chấn thương thần kinh có thể do mang túi nặng trên vai trong một thời gian dài. Tổn thương thần kinh ngực dài còn là một biến thể của hội chứng Parsonage Turner, vốn là một bệnh tự miễn.
Một tổn thương của thần kinh làm liệt cơ răng trước dẫn đến triệu chứng xương vai có cánh (scapular winging) mà dân gian gọi là "chim sệ cánh".

## Hình ảnh bổ sung

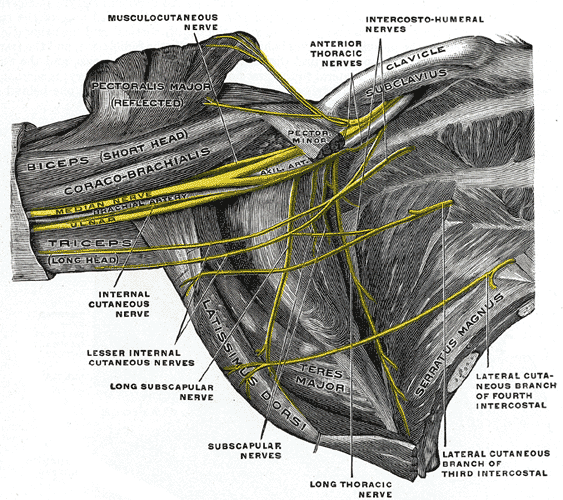
Đám rối thần kinh cánh tay phải, nhìn từ phiá dưới-trước.
Đám rối thần kinh cánh tay
Đám rối thần kinh cánh tay thể hiện bằng màu sắc